# Saison 1941 de la NFL
Navigation
Édition précédente Édition suivante
La saison 1941 de la NFL est la 22e saison de la National Football League. Elle voit le sacre des Bears de Chicago.

## Classement général
| Conférence Est         |      |      |      |        |          |            |
| Franchise              | Vic. | Déf. | Nuls | % vic. | Pts pour | Pts contre |
| Giants de New York     | 8    | 3    | 0    | .727   | 238      | 114        |
| Dodgers de Brooklyn    | 7    | 4    | 0    | .636   | 158      | 127        |
| Redskins de Washington | 6    | 5    | 0    | .545   | 176      | 174        |
| Eagles de Philadelphie | 2    | 8    | 1    | .200   | 119      | 218        |
| Steelers de Pittsburgh | 1    | 9    | 1    | .100   | 103      | 276        |

| Conférence Ouest                                                 |      |      |      |        |          |            |
| Franchise                                                        | Vic. | Déf. | Nuls | % vic. | Pts pour | Pts contre |
| Bears de Chicago                                                 | 10   | 1    | 0    | .909   | 396      | 147        |
| Packers de Green Bay                                             | 10   | 1    | 0    | .909   | 258      | 120        |
| Lions de Détroit                                                 | 4    | 6    | 1    | .400   | 121      | 195        |
| Cardinals de Chicago                                             | 3    | 7    | 1    | .300   | 127      | 197        |
| Rams de Cleveland                                                | 2    | 9    | 0    | .182   | 116      | 244        |
| match de barrage : Bears de Chicago 33 - Packers de Green Bay 14 |      |      |      |        |          |            |

## Finale NFL
- 21 décembre 1941, à Chicago devant 13 341 spectateurs, Bears de Chicago 37 - Giants de New York 9